# Rudolf Marsoner
Rudolf Marsoner (* 23. Mai 1899 in Brixlegg; † 13. Oktober 1928 in Bozen) war ein österreichisch-italienischer Archivar und Historiker. 

## Leben
Marsoner wurde im Unterinntaler Brixlegg als Sohn eines Gastwirts geboren, dessen Vorfahren vom Marsonhof im Ultental stammten. Nach dem Besuch der Volks- und Mittelschule in Innsbruck begann er an der Universität Innsbruck das Studium der Geschichte. Im Ersten Weltkrieg war er als Infanterist (Einserjäger und Fähnrich) der österreichisch-ungarischen Armee im Einsatz. Nach dem Krieg setzte er seine Studien zunächst an der Universität Wien fort, um dann im Sommer 1922 an der Innsbrucker Universität mit der Dissertation Die Entwicklung des landesfürstlichen Rates in Tirol zum Dr. phil. zu promovieren.
Hernach siedelte Marsoner nach Bozen über, wo er Maria Oberrauch heiratete. Ende 1924 wurde er mit der Leitung des Stadtarchivs Bozen und im Oktober 1926 – in Nachfolge des verstorbenen Josef Psenner – auch mit der des Stadtmuseums betraut. Hier sicherte er das von ihm wiederaufgefundene, bedeutsame Archiv des Heiliggeistspitals Bozen. Auch begann er, das gräflich Wolkenstein'sche Archiv auf der Trostburg zu ordnen.
Ab 1927 gab er das Bozner Jahrbuch für Geschichte, Kultur und Kunst heraus. Seit 1926 fungierte er auch als Präsident der Verlagsanstalt Vogelweider. Er war Mitglied im Cartellverband der katholischen deutschen Studentenverbindungen.
Marsoner verstarb an einer schweren Erkrankung in Gries, das um die Jahreswende 1925/26 nach Bozen eingemeindet worden war.

## Publikationen
- Bozner Bürgerbuch 1551–1806. I. Teil: Die Bürger- und Inwohneraufnahmen der Handschrift des Bürgerbuches. II. Teil: Ergänzungen der Bürger- und Inwohneraufnahmen aus den Ratschlag-, Rait- und Kopialbüchern der Jahre 1489–1810 (bearb. v. Karl Theodor Hoeniger und Josef Blaas). III. Teil: Register (= Bozner Jahrbuch für Geschichte, Kultur und Kunst 1929/1930). Universitätsverlag Wagner: Innsbruck 1956.